# エリザベス・オブ・ヨーク (サフォーク公妃)
エリザベス・オブ・ヨーク（Elizabeth of York, 1444年4月22日 - 1503年1月以降）は、3代ヨーク公リチャード・プランタジネットとセシリー・ネヴィルの第6子、三女である。エドワード4世の妹、リチャード3世の姉にあたる。

## 生涯
1458年2月以前に、エリザベスはジョン・ド・ラ・ポールと結婚した。ジョンは初代サフォーク公ウィリアム・ド・ラ・ポールとアリス・チョーサーの長男であった。また、母方の祖父母は、トマス・チョーサーとモード・バーガーシュである。
義父初代サフォーク公ウィリアムは、1447年から1450年まで、イングランド王ヘンリー6世の影の実力者として仕えていた。サフォーク公ウィリアムがこの立場にいた3年間である百年戦争の終盤に、北フランスのイングランド領土はほぼ完全に失われ、義父サフォーク公は失敗の責任を負わざるを得なかった。サフォーク公ウィリアムはロンドン塔に投獄され、私権を剥奪された。その結果、夫となるジョンは1450年5月2日に父が処刑された時点ではサフォーク公位を継承していなかった。
エリザベスの兄であるイングランド王エドワード4世は、1463年に義兄ジョンにサフォーク公の称号を返還し、エリザベスは1491年または1492年に夫ジョンが亡くなるまでサフォーク公爵夫人であり続けた。公爵夫妻はサフォークのウィングフィールドに居を構えた。
エリザベスは夫の死後10年間は生存していた。エリザベスが最後に記録されているのは1503年1月である。またエリザベスがすでに死去していたことが1504年5月の記録で確認される。エリザベスはサフォークのウィングフィールドの教会に埋葬されている。

## 子女
2代サフォーク公ジョン・ド・ラ・ポールとの間に以下の子女がいる。
- ジョン（1462年頃 - 1487年6月16日） - リンカーン伯
- ジェフリー（1464年生） - 聖職者
- エドワード（1466年 - 1485年） - リッチモンドの助祭長
- エリザベス（1468年頃 - 1489年） - 8代モーリー男爵ヘンリー・ラヴェル（1466年 - 1489年）と結婚
- エドムンド（1471年/1472年 - 1513年4月30日） - 第3代サフォーク公、ヘンリー8世に斬首される[5]。
- ドロシー（1472年生） - 早世
- ハンフリー（1474年 - 1513年） - 聖職者
- アン（1476年 - 1501年） - 7代シオン女子修道院長[6]
- キャサリン（1477年頃 - 1513年） - 5代ストートン男爵ウィリアムと結婚
- ウィリアム（1478年 - 1539年） - ウィンフィールドの騎士
- リチャード（1480年 - 1525年2月24日） - 反逆を試みる。後にパヴィアの戦いで戦死。